# Niall Hogan
Niall Andrew Hogan (Dublino, 20 aprile 1971) è un ex rugbista a 15 e medico irlandese, già mediano di mischia di Leinster e London Irish e internazionale per l'Irlanda alla Coppa del Mondo di rugby 1995.

## Biografia
La carriera professionistica di Hogan fu relativamente breve, avendo egli conseguito la laurea in medicina ed essendo già durante l'attività agonistica interessato alla professione di ortopedico.
Giocatore del Terenure College di Dublino, rappresentò Leinster a livello interprovinciale e in Heineken Cup, ed esordì in Nazionale irlandese nel Cinque Nazioni 1995 contro l'Inghilterra, venendo poi convocato nella squadra che prese parte alla Coppa del Mondo di rugby 1995 in Sudafrica.
Nel 1996 divenne capitano della Nazionale, anche se nel Leinster il suo posto da titolare in prima squadra fu in ballottaggio con Alain Rolland, che poi sarebbe divenuto arbitro internazionale.
Terminata la carriera dopo una stagione in Inghilterra con i London Irish e il perfezionamento in ortopedia all'Università di Oxford, fece parte per un periodo anche dello staff medico del Leinster in quanto esperto di traumi derivanti dall'attività sportiva.